# الجامع الصغير (كتاب)
الجامع الصغير هو كتاب يحتوي على مجموعة أحاديث سنية سنية ألّفه جلال الدين السيوطي (المولود في 849، والمُتوفى في 911 هـ).

## وصف الكتاب

### الجامع الكبير
يعتبر كتاب الجامع الصغير هو اختصار لعمل السيوطي الأكبر الجامع الكبير، والذي تم نقيحه وترتيبه على يد المتقي الهندي في كتابه كنز العمال.

### محتويات الكتاب
يحتوي كتاب الجامع الصغيرعلى 10031 حديث.

### روابط خارجية
- Jami' al-Saghir - Online library page where one can access digitised scans of a hand written manuscript, translations, authentication works and the original arabic printed in 11 volumes.